# Beruri
Beruri es un municipio brasilero del estado del Amazonas. Pertenece a la Microrregión de Coari y a la Mesorregión del Centro Amazonense.

## Historia
Beruri se encuentra ligada históricamente a Manacapuru, cuyas orígenes se remontan a 1786, cuando fue fundada la actual ciudad de este nombre en una preexistente aldea de indios muras. En 1894, Manaus se separó y se formó el municipio de Manacapuru, que recibió su autonomía en el mismo año. En el año de 1938, el poblado de Beruri pasa a ser considerado una zona distrital de Manacapuru. En 1939, después perder gran parte de su territorio en favor del municipio de Manaus, Manacapuru queda limitado a apenas dos distritos, además de la sede del municipio: Caapiranga y Beruri.
En 1961, el distrito de Beruri es emancipado y pasa a constituir municipio autónomo. Nueve años más tarde, en 1970, a través de la Ley nº.1.012, vuelta a ser distrito de Manacapuru. Beruri volvió a ser municipio autónomo en 12 de octubre de 1981, a través de la Enmienda Constitucional nº 12, agregando a su territorio áreas pertenecientes a Borba y Manacapuru, de donde se emancipó.

## Geografía
Se localiza a una latitud 03º53'54" sur y a una longitud 61º22'23" oeste, estando a una altitud de 35 metros. Su población estimada en 2004 era de 14.705 habitantes.
Posee un área de 17.250,19 km², que representa 1,10% del área territorial de Amazonas. Se localiza en la microrregión de Coari y en la Mesorregión del Centro Amazonense. Fue creado en 1981.

## Economía
Sector primario
Esta actividad es poco desarrollada, orientada principalmente para el consumo doméstico.
Sector secundario
Hay industrias en el municipio como aserraderos, astilleros, muebles de madera, cerámica y gelo.
Sector terciario
El pequeño comercio en la ciudad es movido principalmente por géneros alimenticios y materiales de construcción, incluyendo medicamentos, tejidos, calzados, ropas, prendas de vestir y estivas. Hay solo una agencia bancaria en la ciudad.